# Saint-Isidore, New Brunswick
Saint-Isidore är en ort i Kanada.   Den ligger i provinsen New Brunswick, i den östra delen av landet, 800 km öster om huvudstaden Ottawa. Saint-Isidore ligger 45 meter över havet och antalet invånare är 748.
Terrängen runt Saint-Isidore är platt. Runt Saint-Isidore är det ganska glesbefolkat, med 24 invånare per kvadratkilometer.. Närmaste större samhälle är Tracadie-Sheila, 17,8 km öster om Saint-Isidore.
I omgivningarna runt Saint-Isidore växer i huvudsak blandskog.